# No Mercy (2003)
No Mercy (2003) foi um evento pay-per-view realizado pela World Wrestling Entertainment, ocorreu no dia 19 de outubro de 2003 no 1st Mariner Arena em Baltimore, Maryland. Esta foi a sexta edição da cronologia do No Mercy.

## Resultados
| #                              | Lutas                                                                                                | Estipulação                                                                                           | Tempo |
| ------------------------------ | --- | --- | ----- |
| Sunday Night Heat              | Billy Kidman derrotou Shannon Moore.                                                                 | Singles match                                                                                         | 05:12 |
| 1                              | Tajiri (c) derrotou Rey Mysterio                                                                     | Singles match pelo WWE Cruiserweight Championship                                                     | 11:41 |
| 2                              | Chris Benoit derrotou A-Train por submissão.                                                         | Singles match                                                                                         | 12:23 |
| 3                              | Zach Gowen derrotou Matt Hardy (com Shannon Moore).                                                  | Singles match                                                                                         | 05:28 |
| 4                              | The Basham Brothers (Doug e Danny Basham) derrotaram Acolytes Protection Agency (Farooq e Bradshaw). | Tag Team match                                                                                        | 08:54 |
| 5                              | Vince McMahon (com Sable) derrotou Stephanie McMahon (com Linda McMahon)                             | "I Quit" match valendo ao vencedor a manutenção de sua posição na empresa e ao perdedor o afastamento | 09:24 |
| 6                              | Kurt Angle derrotou John Cena por submissão.                                                         | Singles match                                                                                         | 18:25 |
| 7                              | The Big Show derrotou Eddie Guerrero (c)                                                             | Singles match pelo WWE United States Championship                                                     | 11:25 |
| 8                              | Brock Lesnar (c) derrotou The Undertaker                                                             | Biker Chain match pelo WWE Championship                                                               | 24:17 |
| (c) – Campeão(s) antes da luta | | |       |